# Takuji Yokoyama
Takuji Yokoyama (横山 卓司 Yokoyama Takuji?, nacido el 19 de abril de 1990 en Fukushima) es un futbolista japonés que se desempeña como guardameta.

## Trayectoria

### Clubes
| Club            | País  | Año         |
| --------------- | ----- | ----------- |
| Grulla Morioka  | Japón | 2013 - 2016 |
| ReinMeer Aomori | Japón | 2017 -      |

## Estadística de carrera

### J. League
| Club           | Año   | J. League | J. League | Copa J. League | Copa J. League | Total | Total |
| Club           | Año   | Part.     | Goles     | Part.          | Goles          | Part. | Goles |
| -------------- | ----- | --------- | --------- | -------------- | -------------- | ----- | ----- |
| Grulla Morioka | 2014  | 9         | 0         | -              | -              | 9     | 0     |
| Grulla Morioka | 2015  | 18        | 0         | -              | -              | 18    | 0     |
| Grulla Morioka | 2016  | 0         | 0         | -              | -              | 0     | 0     |
| Total          | Total | 27        | 0         | 0              | 0              | 27    | 0     |